# Vesperus jertensis
Vesperus jertensis is een keversoort uit de familie Vesperidae. De wetenschappelijke naam van de soort werd in 1999 gepubliceerd door Bercedo & Bahillo.